# بمویندو سکوییرا
بمویندو سکوییرا (انگلیسی: Bemvindo Sequeira؛ زادهٔ ۲۷ ژوئیهٔ ۱۹۴۷) یک هنرپیشه اهل برزیل است.